# MacDonaldova bílá kniha

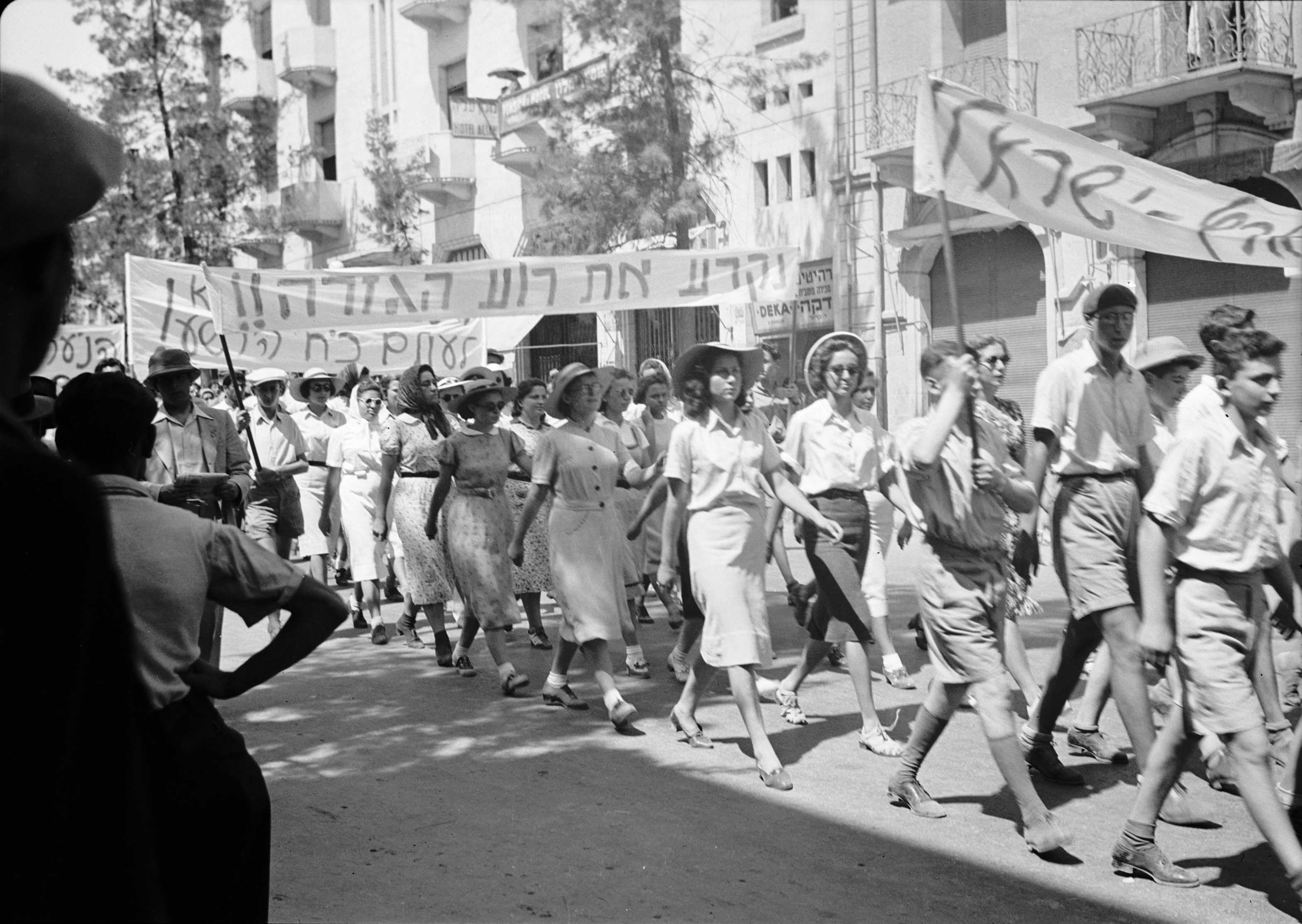
Židovská protestní demonstrace – průvod sionictiských mladíků a dívek – proti MacDonaldově bílé knize o Palestině (Jeruzalém, King George Ave, 18. května 1939)

MacDonaldova bílá kniha (anglicky: MacDonald White Paper), kvůli svému významu známa i jen jako Bílá kniha, mezi Židy pak známá jako Černá kniha, bylo prohlášení britské politiky z 9. listopadu 1938 a uzákoněné 17. května 1939, které zdaleka nejvíce postihlo emigraci do mandátní Palestiny. Tento dokument, pojmenovaný po britském ministru pro kolonie Malcolmu MacDonaldovi, reflektoval odpor arabského světa (zejména pak Egypta, Iráku, Saúdské Arábie, Sýrie a Jemenu) vůči židovskému přistěhovalectví do Palestiny. Svůj podíl na něm měla i blížící se druhá světová válka a arabské povstání v letech 1936 až 1939 namířené jak proti Židům, tak proti Britům.

## Důsledky
Tato bílá kniha stanovila přísná pravidla výrazným způsobem omezující židovskou imigraci do Mandátu, podle nichž smělo být do Palestiny během následujících pěti let (do května 1944) vpuštěno pouze 75 tisíc Židů (mimo to existovala případná rezerva pro 25 tisíc naléhavých případů). Po pěti letech měla být imigrace zcela závislá na vůli arabské většiny, která se však otevřeně stavěla proti jakékoliv další imigraci. Takovéto mimořádné omezení židovského přistěhovalectví se v důsledku rovnalo rozsudku smrti pro statisíce Židů prchajících před nacismem.
Bylo uvaleno omezení na prodej arabské půdy Židům a britský vysoký komisař (High Commissioners for Palestine and Transjordan) měl pravomoc zakazovat nebo regulovat převody pozemků.
Mimoto tato bílá kniha říkala, že „židovský stát nebude vytvořen proti vůli arabské většiny“, čímž se Britové přímo obrátili proti Churchillově bílé knize z roku 1922, podle níž měla židovská imigrace pokračovat („v závislosti na ekonomické kapacitě země“) až do dosažení židovské většiny. „Zřízení národní domoviny židovského lidu v Palestině“, které Židům zaručovala Balfourova deklarace z roku 1917, tak podle MacDonaldovy bílé knihy měla probíhat v rámci arabského státu.
Dokument odmítli jak Židé, tak Arabové. Židé se navíc cítili britským přístupem rozhořčeni a zrazeni, neboť Britové tímto porušili všechny své dosavadní závazky. Z tohoto období mimo jiné pochází slavný citát Davida Ben Guriona, který prohlásil, že je nutné „podpořit Velkou Británii ve válce, jako by nebylo Bílé knihy, zároveň však bojovat proti Bílé knize, jako by nebyla válka.“

## Souvislosti
Bílá kniha byla zveřejněna 9. listopadu 1938, pouhé dva týdny poté, co muselo Československo (i vinou Spojeného království) na základě Mnichovské dohody postoupit Německé říši území Sudet. V ten samý den na území ovládaném Třetí říší propukla Křišťálová noc; obrovský pogrom, při kterém bylo do koncentračních táborů posláno 25 až 30 tisíc Židů, na 200 synagog bylo zničeno a 91 Židů bylo zavražděno.
MacDonaldova bílá kniha byla uzákoněna v květnu 1939, přibližně dva měsíce poté, co Německá říše provedla okupaci Československé republiky a byl vyhlášen Protektorát Čechy a Morava.